# Igor Walerjewitsch Radulow
Igor Walerjewitsch Radulow (russisch Игорь Валерьевич Радулов; * 23. August 1982 in Nischni Tagil, Russische SFSR) ist ein russischer Eishockeyspieler, der zuletzt bei Sewerstal Tscherepowez in der Kontinentalen Hockey-Liga unter Vertrag stand. Er ist der ältere Bruder von Alexander Radulow.

## Karriere
Igor Radulow begann seine aktive Laufbahn 1998 bei der zweiten Mannschaft des Torpedo Jaroslawl. Beim NHL Entry Draft 2000 hatten ihn die Chicago Blackhawks in der dritten Runde an der 74. Stelle ausgewählt, für die er 43 Spiele absolvierte. Da der Russe die Erwartungen nicht erfüllen konnte, wurde er zu den Norfolk Admirals in die American Hockey League geschickt. Während der Saison 2004/05 kehrte der Stürmer nach Russland zurück und wurde vom HK Spartak Moskau verpflichtet. In der Saison 2006/07 stand er für Metallurg Nowokusnezk, den HK Dmitrow und Witjas Tschechow auf dem Eis. Bei letzterem Verein blieb er bis zum Januar 2009, ehe Radulow von Salawat Julajew Ufa unter Vertrag genommen wurde. Mit Ufa schied er in der ersten Playoff-Runde gegen den HK Awangard Omsk aus, nachdem sein Verein zuvor die Bobrow Diwision gewonnen hatte.
Zwischen Mai 2009 und Mai 2010 stand er beim HK Metallurg Magnitogorsk unter Vertrag, mit dem er die Tschernyschow Diwision gewann und im Playoff-Viertelfinale mit 2:4 am Ak Bars Kasan scheiterte. Zur Saison 2010/11 wechselte er zu Sewerstal Tscherepowez, ehe Radulow im Januar 2011 zu Witjas Tschechow zurückkehrte. Für diese bestritt der Angreifer acht KHL-Spiele und erzielte ein Tor, bevor der Russe im Juni 2011 einen Kontrakt für zwei Jahre bei Salawat Julajew Ufa unterschrieb. Ein Jahr später wurde sein Vertrag aufgelöst und Radulow wechselte zum HK ZSKA Moskau, wo er mit seinem Bruder zusammenspielte und in 58 Saisonspielen 34 Scorerpunkte erzielte. Ende Mai 2013 erhielt er einen Vertrag bei Atlant Mytischtschi, für den er bis Dezember 2014 spielte, ehe er innerhalb der KHL zum HK Sotschi wechselte.